# Placonotus himalaicus
Placonotus himalaicus là một loài bọ cánh cứng trong họ Laemophloeidae. Loài này được Mukhopadhyay & Sen Gupta miêu tả khoa học năm 1977.